# Scelera
Scelera  è un romanzo giallo storico scritto da Danila Comastri Montanari, pubblicato per la prima volta nel 2000 dalla Hobby & Work, ed è l'ottava avventura del senatore romano Publio Aurelio Stazio.

## Trama
Il libro è diviso in un prologo, Il messaggio segreto, e in quattro parti, ossia Il caso delle tre Parche, Il caso del tribuno, Il caso della fanciulla scomparsa e I numeri di Perpenna.

## Personaggi
- Publio Aurelio Stazio: senatore di Roma e protagonista della serie.
- Castore: segretario di Aurelio.
- Servilio e Pomponia: amici di Aurelio.

Il caso delle tre parche
- Aulo Emiliano: vittima.
- Sesto Emiliano: fratello di Aulo.
- Semponia: moglie di Aulo.
- Lisandra: amica di Sempronia
- Delfina: amante di Aulo.
- Momo: schiavo orientale.

Il caso del tribuno
- Caio: capopopolo.
- Pullo e Fufidio: compagni di Caio.
- Marco Cassio Albo: latifondista e senatore.
- Albillo: figlio di Albo, da lui chiamato Porcellino.
- Panfilo: schiavo annunciatore di Albo.
- Diodoro, Stephanion e Narciso: dipendenti delle terme.
- Lavinia e Cloe: guardarobiere delle terme.

Il caso della fanciulla scomparsa
- Lelia: adolescente di buona famiglia
- Lelio Lampronio: padre di Lelia e prefetto della flotta di Misenum.
- Lelia Lampronia: primogenita del prefetto, a cui è affibbiato il soprannome di Doralice.
- Vestilia: terza moglie del prefetto.
- Marco Gabinio: viceprefetto della flotta.
- Lucilio: marinaio.
- Burro: sommozzatore.
- Faustina: adolescente dei bassifondi.
- Fila: madre di Faustina e proprietaria de Lo Scheletro che Balla.
- Piperone: convivente di Fila.
- Bacchide, Scevola e Scrofa: frequentatori de Lo Scheletro che Balla.

Il messaggio segreto e I numeri di Perpenna
- Tiberio Perpenna: il nonno.
- Quarta, Quinto, Settimo e Decimo: i nipoti.

## Edizioni
- Danila Comastri Montanari, Scelera, Hobby & Work, 12 dicembre 2000,  p. 276, ISBN 978-88-7133-455-4.

- Danila Comastri Montanari, Scelera, collana Oscar Mondadori bestsellers, Mondadori, 23 giugno 2015,  p. 252, ISBN 978-8804652007.